# Domínio de colisão
Numa rede de computadores, o domínio de colisão é uma área lógica onde os pacotes podem colidir uns contra os outros, em particular no protocolo Ethernet. Quanto mais colisões ocorrem menor é a eficiência da rede.
Um domínio de colisão pode existir num único segmento da rede (como numa rede em barramento) ou numa porção ou total de uma rede maior (note-se que a utilização de hubs faz propagar o domínio de colisão a todos os seus segmentos).
Em redes Ethernet, ao utilizar um hub, temos uma topologia lógica de barramento e as estações comportam-se como se estivessem todas ligadas a um único meio físico. Isso simplifica a transmissão de dados e reduz o investimento em equipamentos intermediários, mas em compensação traz um grave problema: as colisões de pacotes que ocorrem sempre que duas (ou mais) estações tentam transmitir dados ao mesmo tempo.
O protocolo de comunicação CSMA/CD que controla o acesso ao meio em redes Ethernet minimiza este problema através de um conjunto de medidas relativamente simples: antes de transmitir um pacote, a estação "escuta" o meio físico para verificar se outra estação já está transmitindo. Na verdade cada host, por meio do CSMA/CD, verifica se há uma onda portadora indicando transmissão. Caso o meio físico esteja ocupado ela espera, caso esteja livre ela transmite. Em caso de colisão, ele imediatamente interrompe a transmissão, enviando um Jam Signal que repete a colisão, informando aos hosts envolvidos. Nesses hosts o jam signal ativará um algoritmo de backoff que fará com que cada host espere por um tempo aleatório e crescente, em caso de reincidência de colisão, para retransmitir.